# Tony Dunne
Anthony Peter Dunne (ur. 24 lipca 1941, zm. 8 czerwca 2020) – irlandzki piłkarz.
Karierę zaczynał w irlandzkim Shelbourne F.C.. W 1960 trafił do Manchesteru United i w jego barwach grał przez większość kariery. W pierwszym zespole debiutował w październiku 1960 i do 1973 roku rozegrał 535 meczów we wszystkich rozgrywkach. Z MU zostawał mistrzem Anglii w 1965 i 1967 oraz zdobył Puchar Anglii w 1963. W 1968 sięgnął po Puchar Mistrzów. W 1973 odszedł do Boltonu, gdzie do 1979 rozegrał ponad 200 spotkań. W 1978 zwyciężył w rozgrywkach drugiej ligi. Karierę zakończył w amerykańskim Detroit Express.
W reprezentacji Irlandii debiutował w 1962, ostatni raz zagrał w 1975. Łącznie rozegrał 33 spotkania.
Zmarł 8 czerwca 2020 roku w wieku 78 lat.